# Kleba (Kreischa)

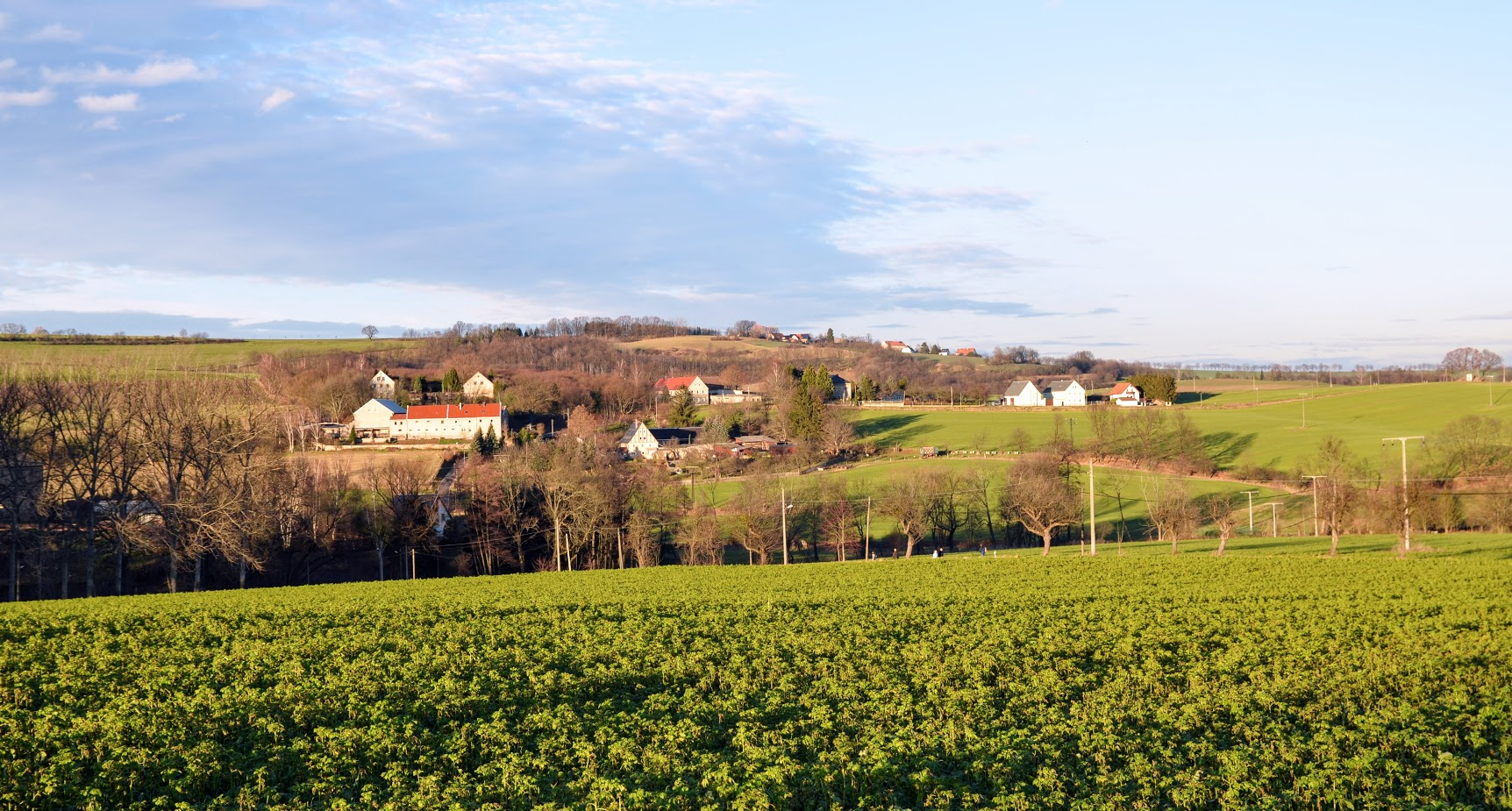
Kleba, Blick aus südlicher Richtung

Kleba ist ein Ortsteil der sächsischen Gemeinde Kreischa im Landkreis Sächsische Schweiz-Osterzgebirge.

## Geografie
Kleba befindet sich südlich der Landeshauptstadt Dresden und nördlich von Kreischa.

### Nachbarorte
| Hänichen   | Babisnau                                    | Bärenklause |
| Brösgen    | Kompassrose, die auf Nachbargemeinden zeigt | Kautzsch    |
| Theisewitz | Kreischa                                    | Gombsen     |

### Dorfform
Der Ortsteil umfasst vier große, unregelmäßig zueinander liegenden Dreiseitenhöfe, die einen Weiler bilden. Später wurde ein Zweiseitgut errichtet und es entwickelte sich eine kleine Streusiedlung.

### Flurnamen
Die Flurnamen geben Anhaltspunkte für historische Landnutzungs- und Biotoptypen.
- Erlichtwiesen: Auf der linken Seite des Possendorfer Baches befinden sind Erlen, welche an die früheren Feuchtwiesen mit Auwaldgehölzen erinnern.
- Kiefernbusch: Das als Kiefernbusch bezeichnete Feld lässt auf historische Nadelholzbestände schließen.
- Oberstriemchen / Niederstriemchen: Die beiden Flurnamen zeugen von der einstigen Lage und Form der Feldstreifen.
- Brietzschen: Sorbische Einflüsse im Süden des Ortsteils sind an dem Flurnamen Brietzschen zu erkennen.

## Geschichte
Der Ortsname leitet sich von dem altslawischen Begriff chleb (clewe) ab und bedeutet Brot bzw. Brotdorf. Der Name lässt auf gute Ackerböden mit Eignung für den Getreideanbau schließen. Eine andere Deutung des Namens geht auf den mittelhochdeutschen Begriff klebe zurück, der klebrigen Schlamm beschreibt und als Ort auf Lehmboden ausgelegt werden kann.
Die erste urkundliche Erwähnung Klebas stammt aus dem Jahr 1288. 1378 gehörte der Ort zum „Castrum Dresden“, ab 1590 zum Amt Dresden. Danach gehörte Kleba von 1856 bis 1875 zum Gerichtsamt Dippoldiswalde, dann zur gleichnamigen Amtshauptmannschaft. Im Jahre 1817 wies Kleba 7 Hufen in Streifenflur auf.  1936 erfolgte die Eingemeindung Klebas mit Brösgen nach Theisewitz. 1952 wurde der Ort Teil des Kreises Freital. Mit der Eingemeindung von Theisewitz nach Kreischa wurde Kleba ein Kreischaer Ortsteil. Im Zuge der Landkreisreform in Sachsen 1994 wurde Kreischa mit seinen Ortsteilen Teil des aus den Landkreisen Freital und Dippoldiswalde neugebildeten Weißeritzkreises. Dieser wurde zum 1. August 2008 mit dem Landkreis Sächsische Schweiz zum Landkreis Sächsische Schweiz-Osterzgebirge vereinigt.

### Entwicklung der Einwohnerzahl
| Jahr | Einwohnerzahl                |
| ---- | ---------------------------- |
| 1552 | 7 besessene Mann, 4 Inwohner |
| 1764 | 7 besessene Mann             |
| 1834 | 62                           |
| 1871 | 61                           |
| 1890 | 54                           |
| 1890 | 54                           |
| 1890 | 54                           |
| 2011 | 39                           |

### Ortsnamenformen
Im Laufe der Geschichte änderte sich der Name des Ortes Kleba mehrfach.
- 1288: Clebe
- 1378: Kleben
- 1501: Clawe
- 1539: Kleube
- 1547: Klaue
- 1590: Claue
- 1610: Klewe
- 1781: Kl. Kleba, Klewa
- 1791: Kleba